# Artère occipitale

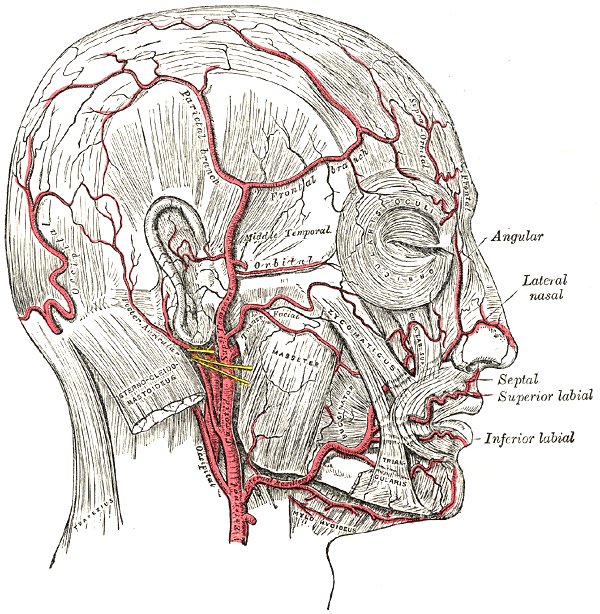
Artères du scalp et de la face.

L'artère occipitale est une artère systémique paire de la tête. Elle vascularise l'arrière du cuir chevelu et les muscles cervicaux profonds.

## Origine
L'artère occipitale naît à la face postérieure de l'artère carotide externe, en regard de l'artère faciale. 

### Variations anatomiques
Il arrive parfois que l'artère occipitale provienne de l'artère carotide interne, de l'artère thyroïdienne inférieure ou de l'artère pharyngienne ascendante. 
On peut également observer un tronc commun aux artères occipitale et pharyngienne ascendante, provenant soit de la carotide externe, soit de la carotide interne.

## Trajet

### Segment cervical
L'artère occipitale croise en profondeur le nerf hypoglosse et présente un premier segment ascendant dirigé en arrière et en dehors. Elle passe entre l'artère carotide interne en dedans et le ventre postérieur du muscle digastrique en dehors en croisant successivement la veine jugulaire interne puis les nerfs vague et accessoire. 

### Segment cervico-occipital
Au niveau du processus mastoïde, l'artère devient horizontale. Elle repose sur les muscles oblique supérieur de la tête, droit latéral de la tête et semi-épineux de la tête. Elle est recouverte par les muscles sterno-cléido-mastoïdien, splénius et longissimus. 

### Segment occipital
Le troisième et dernier segment de l'artère occipitale superficiel remonte verticalement dans l'épaisseur du cuir chevelu.

## Branches collatérales
Au long de son trajet, l'artère occipitale donne : 
- des rameaux de vascularisation musculaire pour les muscles digastrique, stylo-hyoïdien, splénius, et longissimus de la tête,
- des rameaux sterno-cléido-mastoïdiens pour le muscle du même nom,
- un rameau auriculaire qui vascularise la partie postérieure de l'oreille,
- un rameau méningé qui vascularise la dure-mère de la fosse crânienne postérieure,
- un rameau descendant qui vascularise les muscles profonds et superficiels de la nuque,
- un rameau mastoïdien qui vascularise la dure-mère de la fosse crânienne postérieure.

## Terminaison
L'artère occipitale se termine par les rameaux occipitaux. Ces branches forment un réseau anastomotique avec les artères auriculaire postérieure, temporale superficielle ainsi qu'avec les rameaux de l'artère occipitale controlatérale.